# ماريا نيومان
ماريا نيومان (بالإنجليزية: Maria Newman)‏ هي موسيقية وملحنة أمريكية، ولدت في 18 يناير 1962 في لوس أنجلوس في الولايات المتحدة.

## وصلات خارجية
- الموقع الرسمي
- ماريا نيومان على موقع IMDb (الإنجليزية)
- ماريا نيومان على موقع ميوزك برينز (الإنجليزية)
- ماريا نيومان على موقع ديسكوغز (الإنجليزية)
- ماريا نيومان على موقع قاعدة بيانات الفيلم (الإنجليزية)